# Chasmanthera
Chasmanthera é um género botânico pertencente à família Menispermaceae.

## Espécies
- Chasmanthera bakis
- Chasmanthera columba
- Chasmanthera cordifolia
- Chasmanthera crispa
- Chasmanthera dependens
- Chasmanthera nervosa
- Chasmanthera palmata
- Chasmanthera strigosa
- Chasmanthera uviformis
- Chasmanthera welwitschii